# Letty Lynton

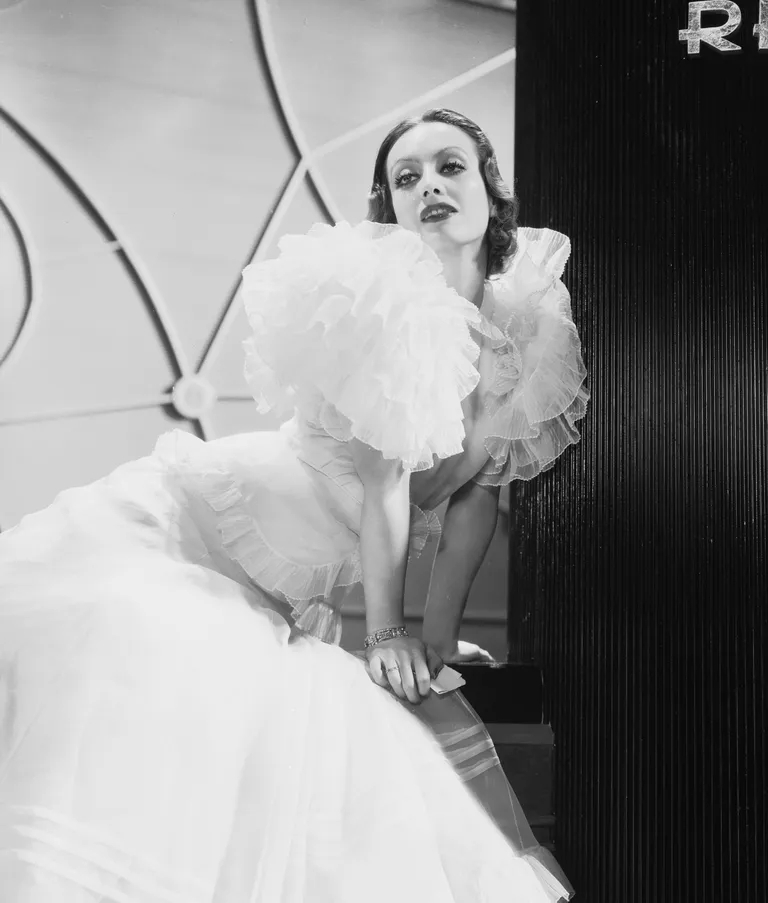
Joan Craword amb l'influent vestit de 'Letty Lynton', dissenyat pel dissenyador de vestuari Adrian.

 Letty Lynton és una pel·lícula estatunidenca dirigida per Clarence Brown, estrenada el 1932.
La pel·lícula ha esdevingut famosa a causa de la seva indisponibilitat. També és recordada pel "Vestit Letty Lynton", dissenyat per Adrian - un vestit de cotó blanc d'organdí amb mànigues grans, tirades a l'espatlla. Els magatzems Macy van copiar el vestit el 1932, i en van vendre uns 50.000 arreu dels EUA. Letty, el personatge interpretat per Crawford, també ho surt, en un exemple clàssic d'un film Precodi de Hollywood.

## Argument
El mundà i ric Letty Lynton torna a Nova York, abandonant la seva amant Emile Renaul a Sud-amèrica, quan ella comença a tenir un embolic a bord d'un vaixell amb Jerry Darrow. Renaul l'espera a Nova York i no l'abandonarà, llavors ella l'enverina. Quan els detectius la capturen a l'oficina D.A.s, Jerry prepara una coartada.

## Repartiment
- Joan Crawford: Letty Lynton
- Robert Montgomery: Hale Darrow
- Nils Asther: Emile Renaul
- Lewis Stone: Advocat Haney
- May Robson: Sra. Lynton
- Louise Closser Hale: Miranda
- Emma Dunn: Sra. Darrow
- Walter Walker: M. Darrow
- William Pawley: Hennessey